# Victor Schœlcher
Victor Schœlcher /vik.tɔʁ ʃœl.ʃɛʁ/ (París, 22 de juliol de 1804 – Houilles, 25 de desembre de 1893) fou un polític francès conegut per haver tractat d'abolir definitivament l'esclavatge a França, via el decret d'abolició de l'esclavatge del 27 d'abril de 1848, signat pel govern provisional de la Segona República el 27 d'abril de 1848.

## Infantesa
Victor Schœlcher neix el 22 de juliol de 1804 a París (antic 5e districte, avui 10e districte) al número 60 de la rue du Faubourg-Saint-Denis, en una família burgesa i catòlica. El seu pare, Marc Schœlcher (1766-1832), procedent de Fessenheim (Alt Rin, Alsàcia), era propietari d'una fàbrica de porcellana. La seva mare, Victoire Jacob (1767-1839), procedent de Meaux (municipi de Sena i Marne), feia de costurera a París al moment del seu matrimoni.
Victor Schœlcher fou batejat a l'església de Saint-Laurent el 9 de setembre de 1804.
Estudià al liceu Condorcet, rodejat dels millors literats i artistes parisencs, fent coneixença amb George Sand, Hector Berlioz i Franz Liszt.
El seu pare l'envia al Mèxic, als Estats Units i a Cuba el 1828-1830 com a representant comercial de l'empresa familiar. Quan era a Cuba, hi visqué una revolta contra l'esclavatge.

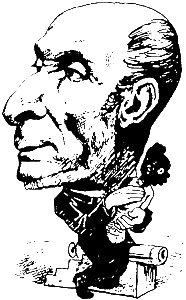
Victor Schœlcher caricaturitzat per André Gill

De retorn a França, esdevé periodista i crític artístic, publicant articles, obres, multiplicant els seus desplaçaments d'informació. S'adherí a la francmaçoneria, a la lògia «Les Amis de la Vérité» i posteriorment a «La Clémente Amitié».
Revengué ràpidament la fàbrica heretada del seu pare l'any 1832 per consagrar-se al seu ofici de periodista i les seves activitats filantròpiques.
El discurs abolicionista de Schœlcher evoluciona al llarg de la seva vida. En 1830, en un article de la Revue de Paris, «Des Noirs», després d'haver fet una descripció terrible de la situació dels esclaus, i mostrat com l'esclavatge transforma aquests homes en bèsties, es pronuncia contra l'abolició immediata, car segons ell «els negres, alliberats de les mans dels seus mestres amb la ignorància i tots els vicis de l'esclavatge, no serien bons de cap manera, ni per la societat ni per ells mateixos» ; «no veig més que ningú la necessitat d'infectar la societat activa (ja prou dolenta) amb diversos milions de bèsties decorats amb el títol de ciutadans, que no serien en definitiva més que una vasta una vasta massa de captaires i proletaris» ; «la sola cosa de la qual ens hem d'ocupar avui, és eliminar-ne la font, posant fi a la tracta».
El 1833, publica una gran opera prima: De l'esclavage des Noirs et de la législation coloniale Aquest llibre és una terrible acusació contra l'esclavitud i la seva abolició, però reexpedeix aquesta a un «futur incident revolucionari», perquè, escriu «Les revolucions es fan per restablir en l'ordre social l'equilibri que la usurpació de la riquesa tendeix sempre a destruir». Estima, al prefaci del llibre, que la Revolució de 1830 obrí un període llarg en el qual les llibertats obreres foren confiscades, encara que els obrers n'hagin de ser el motor. Però tots els elements de la seva lluita són ferms i les seves idees són clares, perquè considera que «l'home negre no és pas menys digne de la llibertat que l'home blanc» (Capítol X) ; «l'esclavatge dels negres és una injúria a la dignitat humana, ja que la intel·ligència de l'home negre és perfectament igual a la de l'home blanc» (Capítol XI). Però conclou al seu llibre la necessitat d'una legislació destinada a humanitzar tant com es pugui l'esclavatge, i no pas abolir-la immediatament. Perquè en aquell moment creia que degut al règim sorgit de la revolució de 1830, no seria possible anar més enllà. Aquesta llei emmarcaria els límits de l'esclavatge, atribuint drets als esclaus, limitant d'aquesta manera els drets dels seus propietaris, però tolerant malgrat tot el manteniment de la pena de fuet, «per a tots els indisciplinats», sense el qual «els capatassos no podrien més fer treballar en les plantacions». És totalment clar l'abast de la seva proposta, especialment els seus límits, ja que confessa: «quan accepteu un mode d'existència contrari a totes les lleis de la natura, cal resignar-se a pensar, fora dels límits de la humanitat».
Però després d'un nou viatge a les Antilles l'any 1840, es pronuncia per una abolició immediata i completa, i es consagra d'ara endavant plenament a aquesta causa. Els seus viatges a Grècia, Egipte i al Senegal li reforçaren aquesta convicció. El 1845, en ocasió del debat parlamentari sobre lleis d'humanització de l'esclavatge, publica nombrosos articles en periòdics i revistes com Le Courrier Français, le Siècle, Le Journal des Économistes, L'Atelier, L'Abolitionniste français, La Revue Indépendante i sobretot la Réforme.

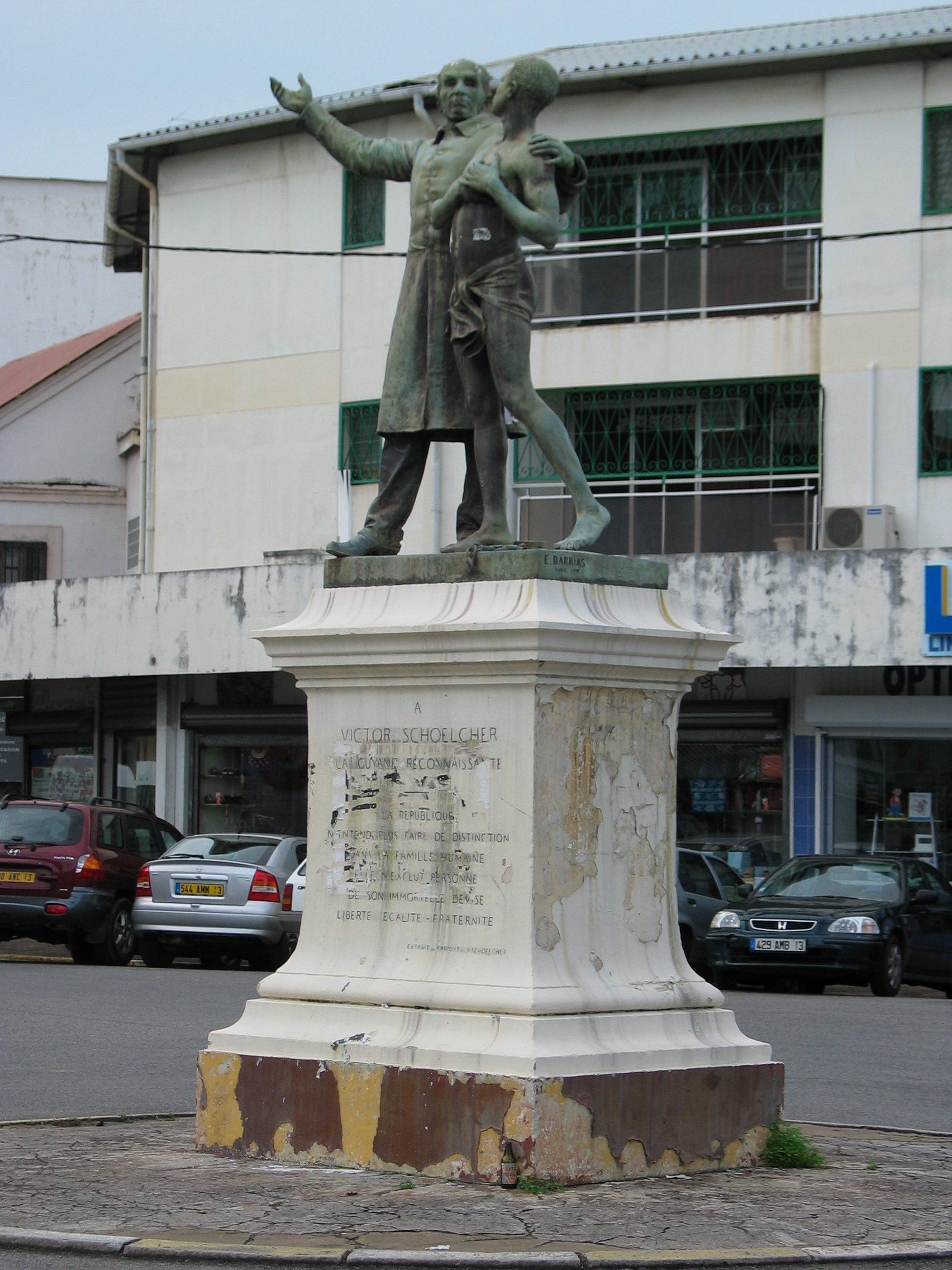
Estàtua al·legòrica sobre l'abolició a la plaça Victor Schœlcher a Cayenne en Guyane.

El 1847 agrupa aquests articles en una obra titulada "Histoire de l'esclavage pendant ces deux dernières années". Després d'haver escrit que «tothom està d'acord en la santedat del principi de l'abolició», i «que el destí dels esclaus no ha deixat de ser horrible, atroç, degradant, vil, malgrat les lleis, ordenances, reglaments dictats per facilitar fets per a alleugerir-los», conclou el preàmbul de la seva obra dient: «L'únic 'únic remei per als mals incalculables de l'esclavitud és la llibertat. És impossible la humanització de l'esclavitud. Només hi ha una manera de millorar realment el destí dels negres és declarar l'emancipació immediata i completa.».
Nomenat subsecretari d'Estat sota-secretari d'Estat a la Marina i a les colònies en el govern provisional de 1848 pel ministre François Arago, contribueix adoptar el decret sobre l'abolició de l'esclavatge en les colònies. El decret signat per tots els membres del govern apareix al Moniteur el 5 de març.
La seva gran notorietat el conduí a ser elegit diputat, primer a Martinica (el 9 d'agost de 1848, amb 19.117 vots dels 20.698 emesos) i per Guadalupe (el 22 d'agost de 1848, per 16.038 vots sobre 33.734 votants). Opta per Martinica, El juny del 1849 fou elegit representant de Guadalupe a l'Assemblea legislativa.
Des d'agost del 1848 al desembre del 1851, segué a un escó a l'esquerra, com a vicepresident del grup "La Montagne". Intervingué en favor dels negres, demana l'elecció dels oficials de l'exèrcit fins al grau de capità, diposita una esmena demanant que les companyies de ferrocarril tinguessin els vagons de 3a classe coberts, reclama l'abolició de la pena de mort. Vota pel dret al treball, pel conjunt de la Constitució, contra l'expedició de Roma, etc.
L'esclavatge fou aviat abolit a França, durant la Revolució Francesa el 16 pluviôse de l'any II, més tard restablerta per Napoleó I amb la llei del 20 de maig de 1802. Victor Schœlcher, nomenat per Lamartine president de la comissió de abolition de l'esclavatge, fou l'instigador del decret del 27 d'abril de 1848 abolint definitivament l'esclavatge a França.
En el moment del cop d'Estat del 2 de desembre de 1851, fou un dels diputats que feu costat a Jean-Baptiste Baudin en la barricada on fou assassinat. Republicà, fou proscrit durant el Segon Imperi pel cop d'Estat de Louis Napoleon Bonaparte. S'exilià a Anglaterra on esdevé un especialista de l'obra del compositor de música sacra Georg Friedrich Händel, reuneix una important col·lecció dels seus manuscrits i partitures i redacta una de les seves primeres biografies, publicada solament en la seva traducció anglesa. El 1870, torna a França tot just després de la derrota de Sedan. Després de l'abdicació de Napoleó III fou diputat de Martinica a l'Assemblea Nacional de març 1871 a desembre 1875. L'abril 1871, en plena crisi comunalista, publica una crida perquè l'assemblea de Versailles escollís la conciliació més que no pas l'enfrontament amb la Comuna: «L'Assemblea, tot i que té el dret del seu costat, no hauria de pensar penalment, per a fer prevaldre, el seu assetjament a la Comuna». . El 16 de desembre de 1875, fou elegit senador inamovible per l'Assemblea Nacional.

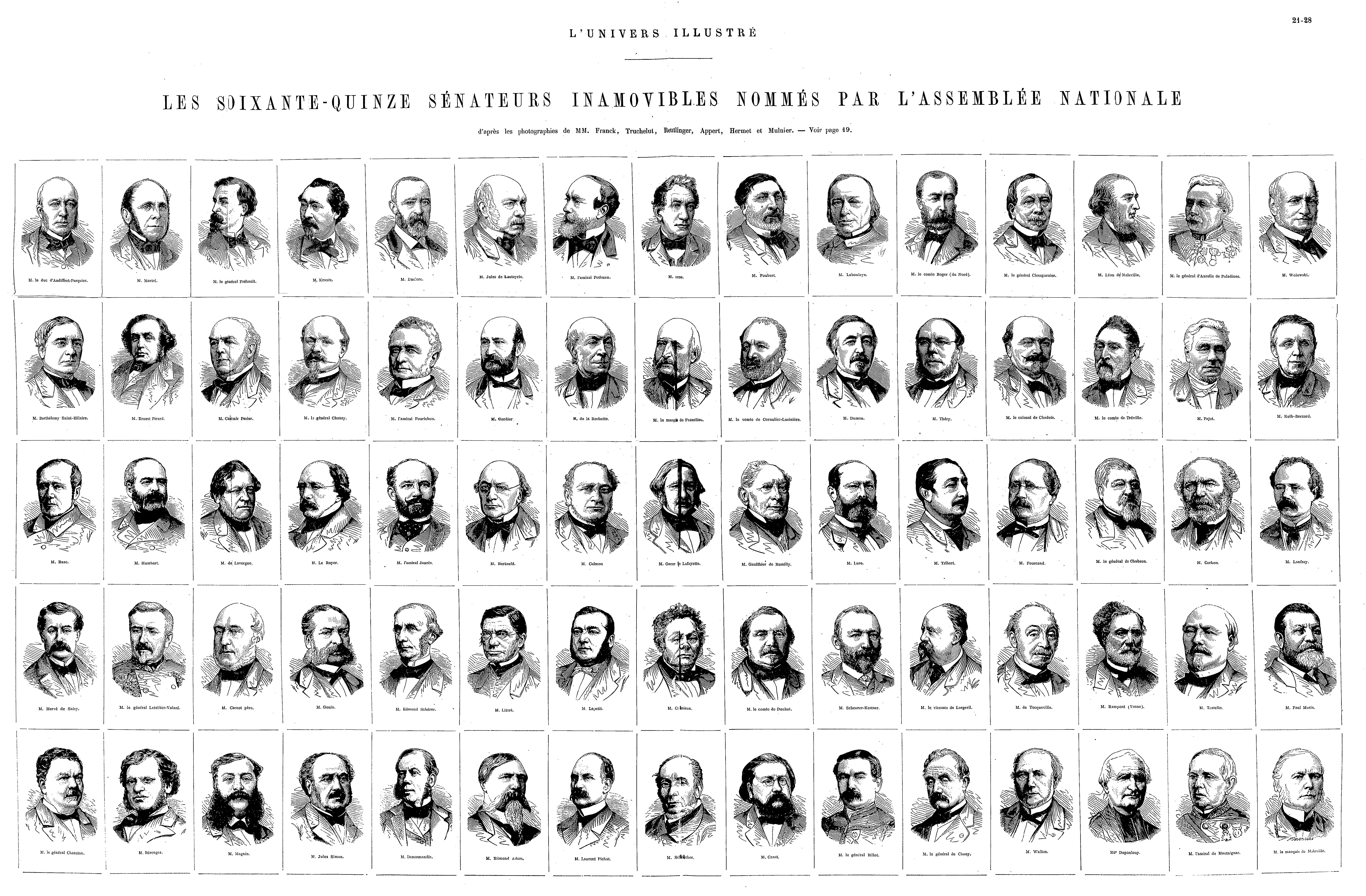
Els primers 75 senadors inamovibles (Victor Schœlcher en la vuitena posició de la darrera fila)
L'Univers illustré del 8 de gener del 1876.

En 1877, Victor Schœlcher diposita una proposició de llei per prohibir les fuetades a les presons. La comissió d'iniciatives refusà la proposició, però les penes corporals serien abolides l'any 1880. Durant la Tercera República, el segon govern de Jules Ferry promulgà la llei del 30 de juliol de 1881, dita de «reparació nacional», que concedia una pensió o renda vitalícia als ciutadans francesos víctimes del cop d'Estat del 2 de desembre de 30 de juliol del 1881 i de la Llei de Seguretat General. La Comissió general encarregada d'examinar els dossiers, presidida pel Ministre de l'Interior, hi havia compost de representants del ministeri, de consellers d'Estat, i comprenia vuit parlamentaris, tots antigues víctimes: quatre senadors (Victor Hugo, Jean Macé, Elzéar Pi, Victor Schœlcher) i quatre diputats (Louis Greppo, Noël Madier de Montjau, Martin Nadaud i Alexandre Dethou). Durant 1884 i 1885 intentà oposar-se, sense èxit, a la institució de la relegació dels condemnats reincidents a la Guaiana. Abolicionista però colonialista, continua defensant la colonització pel butlletí de vot i l'escolarització.

## Final de la seva vida
Al final de la seva vida, com com que mai contragué matrimoni i que no havia tingut fills, decidí donar tot allò que posseïa ; ha sobretot fa don d'una col·lecció d'objectes al Consell General de Guadalupe, avui albergada al Museu Schœlcher. Victor Schœlcher morí el dia de nadal de 1893 a l'edat de 89 anys en la seva casa de lloguer des de 1876 al número 26 del carrer d'Argenteuil, esdevinguda des de l'avinguda Schœlcher, a Houilles a Yvelines. Fou sepultat a París al cementiri del Père-Lachaise, posteriorment les seves foren transferides per decisió de l'Assemblea Nacional i del President del Consell de la República, Gaston Monnerville al Panteó de París el 20 de maig de 1949 al mateix temps que les del guaianés Félix Éboué (primer negre a ser-hi inhumat).

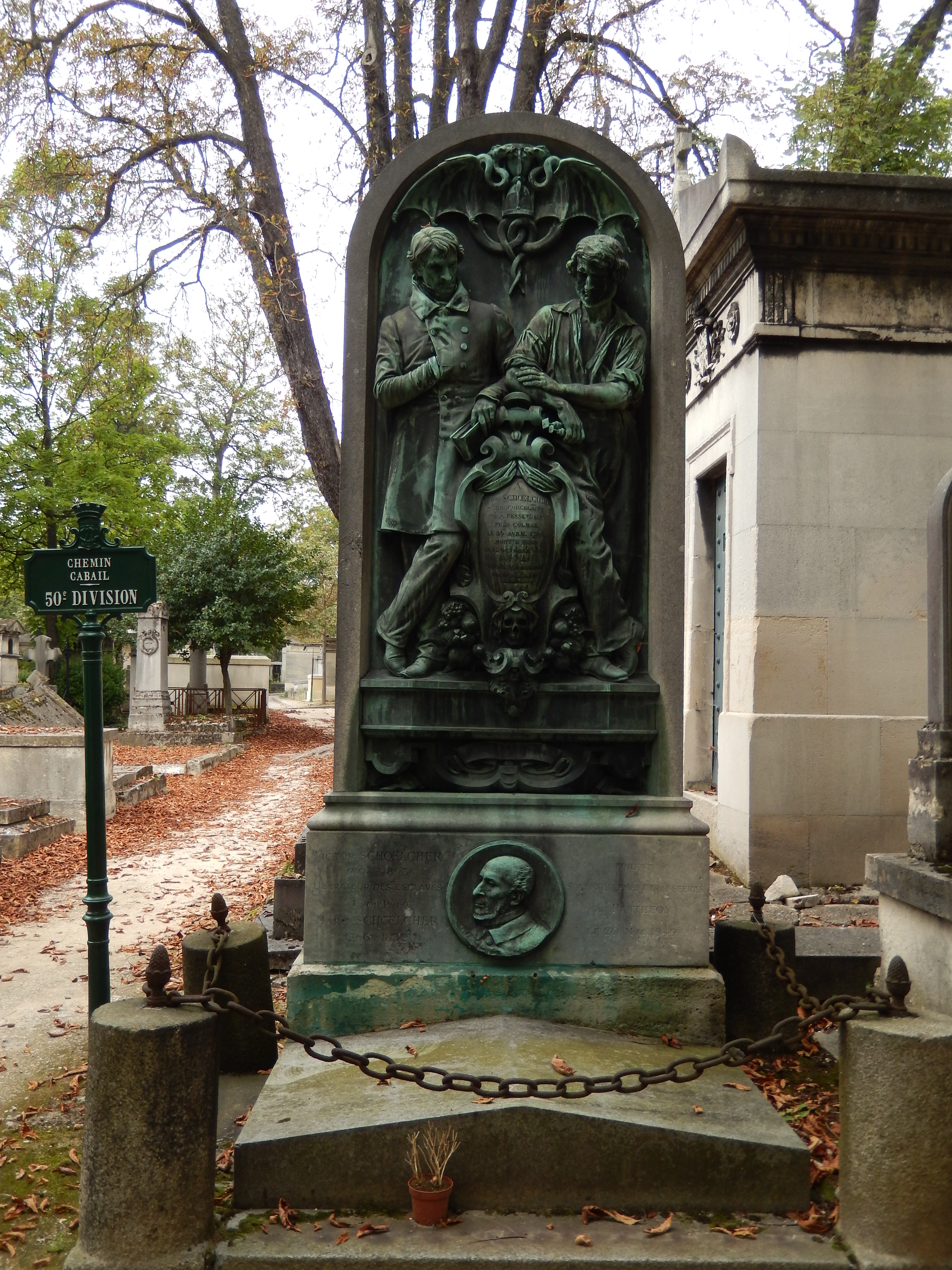
Tomba de Schoelcher al cementiri del Père-Lachaise, divisió 50)

## Posteritat

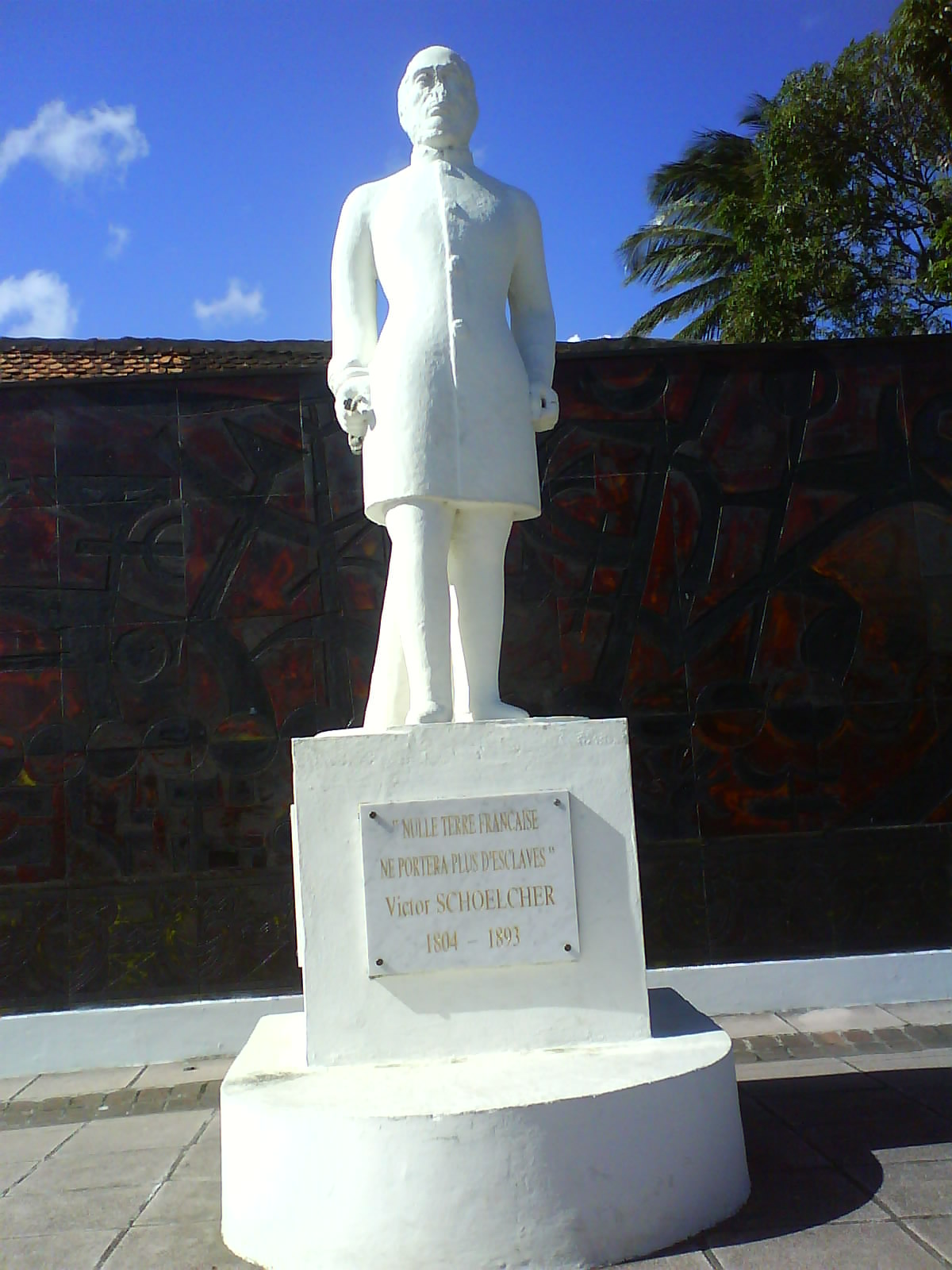
Estàtua de Victor Schœlcher al municipi de Schœlcher a Martinica

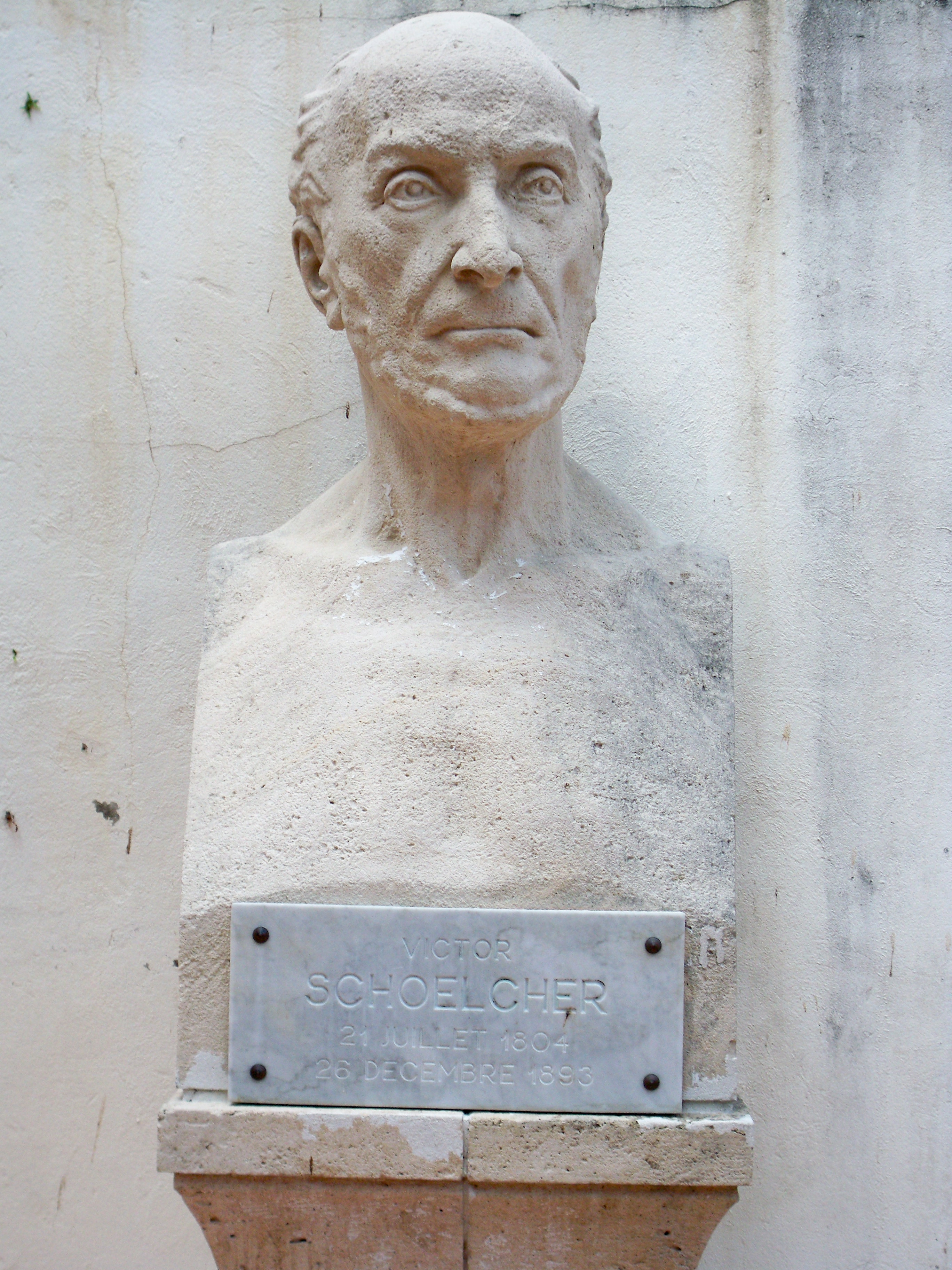
Bust de Victor Schœlcher, museu Schœlcher a Guadalupe

- N'homenatge al seu combat contra l'esclavatge, el municipi de Cabanya-Nau (Martinica) prengué el nom de Schœlcher el 1888.
- Dels cants polítics lluïdes són dédiés, Angélina maco bato en Guadeloupe i La Muntanya és verda en Martinique.[17]
- El 1952, un bitllet de 5.000 francs amb l efigie de Victor Schœlcher es posà en circulació en Martinique.
- La comuna de Fessenheim ha fet de la casa de la família Schœlcher un museu que du el seu nom.
- La comuna de Torcy té un col·legi que du el seu nom.
- La comuna de Kourou té un col·legi que du el seu nom.
- La comuna d'Estrasburg té un centre social i cultural que du el seu nom.
- La comuna de Houilles ha adquirit l'any 2011 la casa de campanya de Victor Schœlcher on ha defallit per fer-ne un museu #que lluïdes hi haurà consagrat.[18]
- A Nantes, la passarel·la Victor-Schœlcher franqueja la Loira i ha situat a prop del mémorial del abolició de l'esclavatge. Els municipis d'Auray, de Saint-Pierre-lès-Elbeuf, de Saint-Avé, de Folschviller i de Sant-Ervlan posseeixen un carrer al seu nom.
- La comuna de Santa-Cécile-les-Vinyes (Valclusa) donà el nom de Victor Schœlcher al seu col·legi de 750 alumnes l'any 2006.
- el 21 de juliol: dia de Victor Schœlcher (commemoratiu del naixement, el 22 de juliol de 1804 del diputat que fou l'origen de l'abolició de l'esclavatge), en Guadalupe, a Saint-Martin i a Martinica,
- 10 de maig: Jornada anual de la memòria de l'esclavatge, commémoration del reconeixement pel Parlament francès de l'esclavatge com crim contra la humanitat ; s'afegeix a aquelles del abolition de l'esclavatge en les regions d'ultramar.
- El 2012, figura sobre una peça de 10 €< en diners editada per la Moneda de París, per la col·lecció «Els Euros de les Regions» amb la finalitat de simbòlicament representar Martinica.

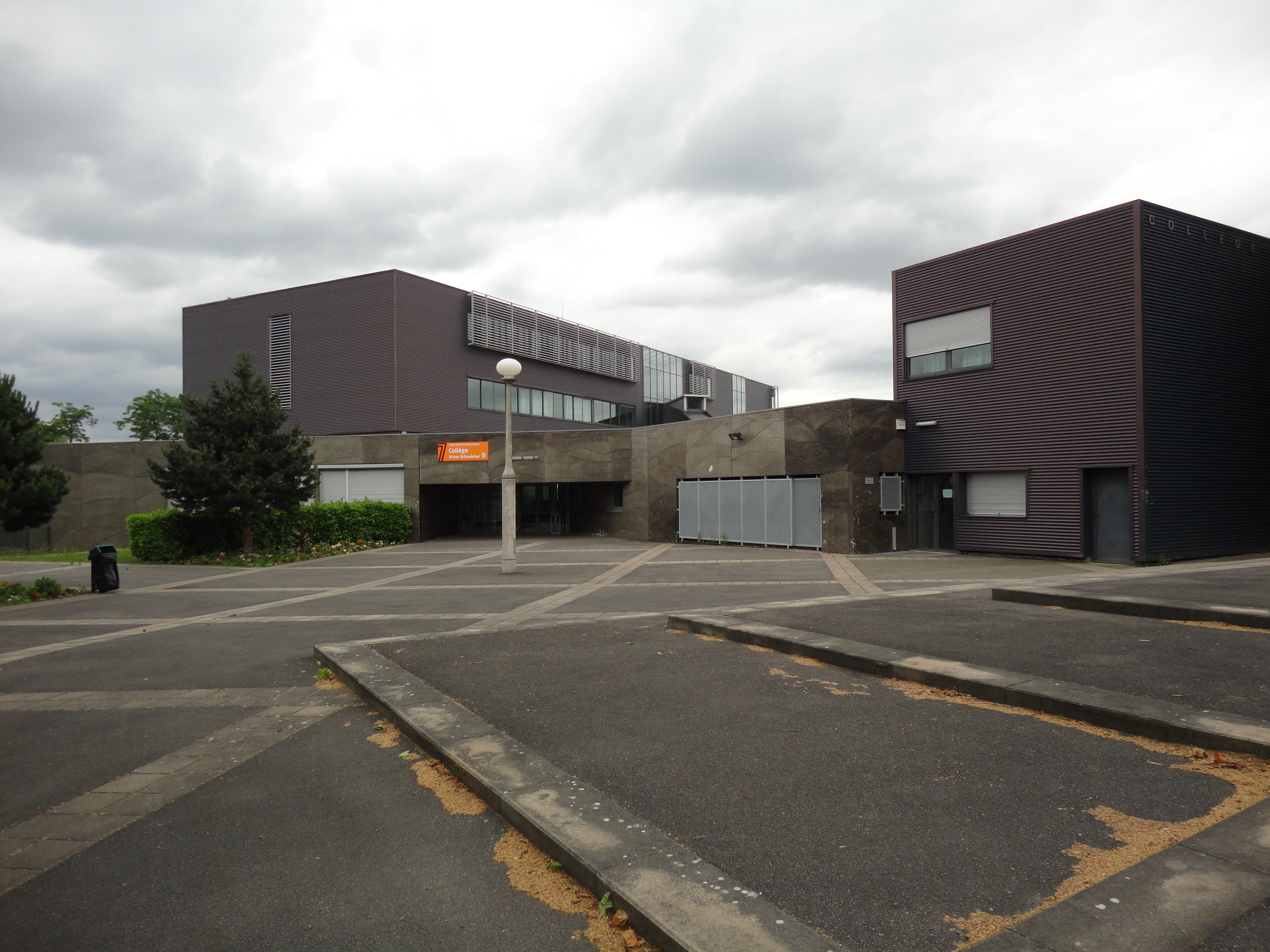
El col·legi Victor-Schœlcher de Torcy.

- Un col·legi du el seu nom a Kourou en Guaiana, un a Torcy (Sena i Marne), un altre a Santa-Cécile-les-Vinyes en el Vaucluse, així com un a Ensisheim en l'Alt Rin. La ciutat de Champagney estant la una de les primeres ciutats franceses a condemnar l'esclavatge, el seu col·legi du igualment el seu nom.[19]
- En Cabanya desisteix, pel·lícula de Lionel Steketee, Fabrice Éboué i Thomas No Gijol, el jove fils del esclavagiste, Victor Jourdain, indignat per la sort dels esclaus del seu pare, és prénommé així en referència a Victor Schœlcher.
- Un liceu (el liceu Victor-Schœlcher) du el seu nom a Fort-de-France, en Martinica. Antany el liceu era a Saint-Pierre, desplaçat a causa de l'erupció volcànica de 1902. Un liceu professional du igualment el seu nom a Saint-Louis (illa de la Reunió).
- A Cayenne, sobre el lloc Victor-Schoelcher, una estàtua de Victor Schœlcher hi va haver erigit l'any 1896. El monument ha classificat monument històric des de 1999.

## Obres
- 1833 : De l'esclavage des Noirs et de la législation coloniale 1833.
- 1839-1840 : Abolition de l'esclavage. Examen critique du préjugé contre la couleur des Africains et des sang-mêlés. Paris, Pagnerre éditeur. (Couverture datée de 1839. Titre daté de 1840. In-32, 183 pages, et 16 pages pour un "Catalogue de publications populaires" éditées chez Pagnerre. Imprimé chez Mme Porthmann, rue du Hasard-Richelieu.
- 1840 : Abolition de l'esclavage. Examen critique du préjugé contre la couleur des africains et des sang-mélés, «Des Noirs», Revue de Paris, tome XX, 1830, p. 71-83.
- 1842 : Des colonies françaises. Abolition immédiate de l'esclavage. Pagnerre, 1842.
- 1843 : Colonies étrangères et Haïti. Résultats de l'émancipation anglaise : Colonies Danoises — Haïti — Du droit de visite — Coup d'œil sur l'état de la question d'affranchissement, t. second. Pagnerre, 1843
- 1844: De la pétition des ouvriers pour l'abolition immédiate de l'esclavage.
- 1847 : Histoire de l'esclavage pendant les deux dernières années. Pagnerre, 1847
- 1851: Abolition de la peine de mort. Eugène De Soye, 1851
- 1857 : Life of Haendel, Londres, Trübner. (traducció del seu manuscrit francès per James Lowe)
- 1873 : La famille, la propriété et le christianisme, Paris, Librairie de la Bibliothèque démocratique, 1873.
- 1874 : Le Deux décembre, les massacres dans Paris, Paris, Librairie de la Bibliothèque démocratique, 1874.
- 1889 : Vie de Toussaint Louverture, Karthala Éditions, 1889.